# 賀爾·巴伍德
賀爾·巴伍德（英語：Hal Barwood）是美國的男性電影編劇、影片製作人及電子遊戲設計師。

## 生平
青年時期賀爾有在布朗大學學習美術相關科目，之後前往南加州大學電影藝術學院就讀。在電影藝術學院裡賀爾認識了喬治·盧卡斯、以及約翰·米利厄斯等人，當時他們私下組成了名為「The Dirty Dozen」的團體；來構想討論電影製作的方式。
畢業後賀爾曾在1970年自行執導了一部名為《The Great Walled City of Xan》的短片，之後有替史蒂芬·史匹柏於1974年推出的《橫衝直撞第三集中營》、1977年的《第三類接觸》等影片協助編寫劇本。而賀爾執導過的長篇電影並有1985年上映的《細菌浩劫》。
賀爾之後加入喬治·盧卡斯所成立的盧卡斯影業旗下電子遊戲公司LucasArts，此期間他曾設計多款以電影角色印第安納·瓊斯為主題的遊戲；如《亞特蘭提斯之謎》、《印第安納瓊斯：末日危機》等作品，也有於1999年被雜誌《PC Gamer》評比為美國前25位最佳遊戲設計師之一。
後續賀爾離開了LucasArts，另成立了個人公司Finite Arts來持續開發電子遊戲、或是小說書籍的撰寫，像在2008年有與過去於LucasArts共事的同仁諾亞·費爾斯登開發一款以一次大戰的女間諜瑪塔·哈里為主題的遊戲。

## 參與作品

### 電影
- The Great Walled City of Xan（1970年）：執導、製作人、劇本
- 五百年後（1971年）：影片片頭
- 橫衝直撞第三集中營（1974年）：劇本
- The Bingo Long Traveling All-Stars & Motor Kings（1976年）：劇本
- 麥克阿瑟（1977年）：劇本
- 第三類接觸（1977年）：串場演出、劇本協助（未列於人員名單）
- 夏日烈車（1978年）：製作人、劇本
- 屠龍記（1981年）：製作人、劇本
- 細菌浩劫（1985年）：執導、製作人、劇本

### 電子遊戲
- 亞特蘭提斯之謎（1992年）：遊戲總監、劇本、設計
- Big Sky Trooper（1995年）：遊戲主專案、設計
- 瓊斯博士視窗大冒險（1996年）：遊戲主專案
- 印第安納瓊斯：末日危機（1999年）：遊戲劇本、設計
- 動力火箭人（2003年）：遊戲總監、劇本、設計
- 瑪塔·哈里（2008年）：聯合遊戲劇本、聯合設計

## 外部連結
- 賀爾·巴伍德的個人公司Finitearts （页面存档备份，存于）（英文）